# Arturo Sanhueza
Arturo Sanhueza, de son vrai nom Héctor Arturo Sanhueza Medel, est un footballeur chilien né le 11 mars 1979 à Concepción (Chili).

## Biographie
Il participe à la Copa América 2007 au Venezuela, et compte 16 sélections entre 2001 et 2007.

## Carrière
- 1994 - 1999 : Fernández Vial ( Chili)
- 2000 : Everton ( Chili)
- 2001 - 2004 : Santiago Wanderers ( Chili)
- 2005 - 2010 : Colo-Colo ( Chili)
- 2011 - 2012 : Deportes Iquique ( Chili)
- 2012 : Universidad de Concepción ( Chili)
- 2013 - 2016 : Deportes Temuco ( Chili)
- 2017 - 2018 : CD Cobreloa ( Chili)
- 2019 -  : Fernández Vial ( Chili)

## Palmarès
| Année | Titre                                        | Club               | Pays  |
| 2001  | Vainqueur de la Primera División             | Santiago Wanderers | Chili |
| 2006  | Vainqueur de la Primera División (ouverture) | Colo-Colo          | Chili |
| 2006  | Vainqueur de la Primera División (clôture)   | Colo-Colo          | Chili |
| 2007  | Vainqueur de la Primera División (ouverture) | Colo-Colo          | Chili |
| 2007  | Vainqueur de la Primera División (clôture)   | Colo-Colo          | Chili |
| 2008  | Vainqueur de la Primera División (clôture)   | Colo-Colo          | Chili |
| 2009  | Vainqueur de la Primera División (clôture)   | Colo-Colo          | Chili |